# Слободан Драпић
Слободан Драпић (28. фебруар 1965) српско-израелски је фудбалски тренер и бивши фудбалер.
У играчкој каријери је био одбрамбени играч, а наступао је за ФК Нови Сад, Макаби Нетању и Беитар Нес Тубрук. Одиграо је једну утакмицу за репрезентацију Израела.
У другом делу сезоне 2011/12. био је помоћни тренер Авраму Гранту у Партизану.